# Danh sách đĩa đơn quán quân Hot 100 năm 2015 (Mỹ)
Billboard Hot 100 là bảng xếp hạng các đĩa đơn bán chạy nhất trong một tuần tại thị trường âm nhạc Hoa Kỳ. Các số liệu cho việc xếp hạng, công bố bởi tạp chí Billboard và tổng hợp bởi Nielsen SoundScan, dựa trên doanh số đĩa thường, nhạc số, tần suất phát trên sóng phát thanh và streaming.

## Lịch sử xếp hạng
| Đĩa đơn bán chạy nhất năm 2015 | Chỉ đĩa đơn quán quân bảng xếp hạng Hot 100 cuối năm 2015 |

| Ngày xuất bản | Bài hát              | Nghệ sĩ                                 | Chú thích |
| ------------- | -------------------- | --------------------------------------- | --------- |
| 3 tháng 1     | "Blank Space"        | Taylor Swift                            | [ 1 ]     |
| 10 tháng 1    | "Blank Space"        | Taylor Swift                            | [ 2 ]     |
| 17 tháng 1    | "Uptown Funk"        | Mark Ronson hợp tác với Bruno Mars      | [ 3 ]     |
| 24 tháng 1    | "Uptown Funk"        | Mark Ronson hợp tác với Bruno Mars      | [ 4 ]     |
| 31 tháng 1    | "Uptown Funk"        | Mark Ronson hợp tác với Bruno Mars      | [ 5 ]     |
| 7 tháng 2     | "Uptown Funk"        | Mark Ronson hợp tác với Bruno Mars      | [ 6 ]     |
| 14 tháng 2    | "Uptown Funk"        | Mark Ronson hợp tác với Bruno Mars      | [ 7 ]     |
| 21 tháng 2    | "Uptown Funk"        | Mark Ronson hợp tác với Bruno Mars      | [ 8 ]     |
| 28 tháng 2    | "Uptown Funk"        | Mark Ronson hợp tác với Bruno Mars      | [ 9 ]     |
| 7 tháng 3     | "Uptown Funk"        | Mark Ronson hợp tác với Bruno Mars      | [ 10 ]    |
| 14 tháng 3    | "Uptown Funk"        | Mark Ronson hợp tác với Bruno Mars      | [ 11 ]    |
| 21 tháng 3    | "Uptown Funk"        | Mark Ronson hợp tác với Bruno Mars      | [ 12 ]    |
| 28 tháng 3    | "Uptown Funk"        | Mark Ronson hợp tác với Bruno Mars      | [ 13 ]    |
| 4 tháng 4     | "Uptown Funk"        | Mark Ronson hợp tác với Bruno Mars      | [ 14 ]    |
| 11 tháng 4    | "Uptown Funk"        | Mark Ronson hợp tác với Bruno Mars      | [ 15 ]    |
| 18 tháng 4    | "Uptown Funk"        | Mark Ronson hợp tác với Bruno Mars      | [ 16 ]    |
| 25 tháng 4    | "See You Again"      | Wiz Khalifa hợp tác với Charlie Puth    | [ 17 ]    |
| 2 tháng 5     | "See You Again"      | Wiz Khalifa hợp tác với Charlie Puth    | [ 18 ]    |
| 9 tháng 5     | "See You Again"      | Wiz Khalifa hợp tác với Charlie Puth    | [ 19 ]    |
| 16 tháng 5    | "See You Again"      | Wiz Khalifa hợp tác với Charlie Puth    | [ 20 ]    |
| 23 tháng 5    | "See You Again"      | Wiz Khalifa hợp tác với Charlie Puth    | [ 21 ]    |
| 30 tháng 5    | "See You Again"      | Wiz Khalifa hợp tác với Charlie Puth    | [ 22 ]    |
| 6 tháng 6     | "Bad Blood"          | Taylor Swift hợp tác với Kendrick Lamar | [ 23 ]    |
| 13 tháng 6    | "See You Again"      | Wiz Khalifa hợp tác với Charlie Puth    | [ 24 ]    |
| 20 tháng 6    | "See You Again"      | Wiz Khalifa hợp tác với Charlie Puth    | [ 25 ]    |
| 27 tháng 6    | "See You Again"      | Wiz Khalifa hợp tác với Charlie Puth    | [ 26 ]    |
| 4 tháng 7     | "See You Again"      | Wiz Khalifa hợp tác với Charlie Puth    | [ 27 ]    |
| 11 tháng 7    | "See You Again"      | Wiz Khalifa hợp tác với Charlie Puth    | [ 28 ]    |
| 18 tháng 7    | "See You Again"      | Wiz Khalifa hợp tác với Charlie Puth    | [ 29 ]    |
| 25 tháng 7    | "Cheerleader"        | OMI                                     | [ 30 ]    |
| 1 tháng 8     | "Cheerleader"        | OMI                                     | [ 31 ]    |
| 8 tháng 8     | "Cheerleader"        | OMI                                     | [ 32 ]    |
| 15 tháng 8    | "Cheerleader"        | OMI                                     | [ 33 ]    |
| 22 tháng 8    | "Can't Feel My Face" | The Weeknd                              | [ 34 ]    |
| 29 tháng 8    | "Cheerleader"        | OMI                                     | [ 35 ]    |
| 5 tháng 9     | "Cheerleader"        | OMI                                     | [ 36 ]    |
| 12 tháng 9    | "Can't Feel My Face" | The Weeknd                              | [ 37 ]    |
| 19 tháng 9    | "What Do You Mean?"  | Justin Bieber                           | [ 38 ]    |
| 26 tháng 9    | "Can't Feel My Face" | The Weeknd                              | [ 39 ]    |
| 3 tháng 10    | "The Hills"          | The Weeknd                              | [ 40 ]    |
| 10 tháng 10   | "The Hills"          | The Weeknd                              | [ 41 ]    |
| 17 tháng 10   | "The Hills"          | The Weeknd                              | [ 42 ]    |
| 24 tháng 10   | "The Hills"          | The Weeknd                              | [ 43 ]    |
| 31 tháng 10   | "The Hills"          | The Weeknd                              | [ 44 ]    |
| 7 tháng 11    | "The Hills"          | The Weeknd                              | [ 45 ]    |
| 14 tháng 11   | "Hello"              | Adele                                   | [ 46 ]    |
| 21 tháng 11   | "Hello"              | Adele                                   | [ 47 ]    |
| 28 tháng 11   | "Hello"              | Adele                                   | [ 48 ]    |
| 5 tháng 12    | "Hello"              | Adele                                   | [ 49 ]    |
| 12 tháng 12   | "Hello"              | Adele                                   | [ 50 ]    |
| 19 tháng 12   | "Hello"              | Adele                                   | [ 51 ]    |
| 26 tháng 12   | "Hello"              | Adele                                   | [ 52 ]    |